# Politropo

A densidade normalizada em função do comprimento da escala para uma ampla gama de índices politrópicos

Em astrofísica, a politropio refere-se a uma solução da equação de Lane-Emden na qual a pressão depende da densidade na forma {\displaystyle P=K\rho ^{(n+1)/n}=K\rho ^{1+1/n},} onde P é pressão, ρ é densidade e K é uma constante de proporcionalidade. A constante n é conhecida como índice politrópico; note, no entanto, que o índice politrópico tem uma definição alternativa com n como expoente.
Esta relação não precisa ser interpretada como uma equação de estado, a qual estabelece P como uma função tanto de ρ e T (a temperatura); entretanto, no caso particular descrito pela equação politrópica, existem outras relações adicionais entre essas três grandezas, que juntas determinam a equação.  Assim, esta é simplesmente uma relação que expressa uma suposição sobre a mudança de pressão com raio em termos da mudança de densidade com raio, produzindo uma solução para a equação de Lane–Emden.
Às vezes, a palavra politrópio pode se referir a uma equação de estado que se parece com a relação termodinâmica acima, embora isso seja potencialmente confuso e deva ser evitado.  É preferível referir-se ao próprio fluido (em oposição à solução da equação de Lane–Emden) como um fluido politrópico.  A equação de estado de um fluido politrópico é geral o suficiente para que tais fluidos idealizados sejam amplamente utilizados fora do problema limitado dos politrópicos.
O expoente politrópico (de um politropo) demonstrou ser equivalente à pressão derivada do módulo volumétrico onde sua relação com a equação de estado de Murnaghan também foi demonstrada. A relação politrópica é, portanto, mais adequada para pressões relativamente baixas (abaixo de 107 Pa) e alta pressão (acima de 1014 Pa), condições em que a derivada de pressão do módulo volumétrico, que é equivalente ao índice politrópico, é quase constante.

## Exemplos de modelos por índice politrópico

Densidade (normalizada para densidade média) versus raio (normalizado para raio externo) para um politrópio com índice n=3.

- Um índice politropo n = 0 é frequentemente usado para modelar planetas rochosos.  A razão é que politropo n = 0 tem densidade constante, i.e., interior incompressível.  Esta é uma aproximação de ordem zero para planetas rochosos (sólidos/líquidos).
- Estrelas de nêutrons são bem modelados por politropos com índice entre n = 0.5 e n = 1.
- Um politropo com índice n = 1.5 é um bom modelo para núcleos estelares totalmente convectivos[3][4] (como aqueles de gigantes vermelhas), anãs marrons, planetas gasosos gigantes (como Júpiter).  Com este índice, o expoente politrópico é 5/3, que é a razão de capacidade térmica (γ) para gás monoatômico.  Para o interior de estrelas gasosas (consistindo em hidrogênio ou hélio ionizado), isso segue de uma aproximação de gás ideal para condições de convecção natural.
- Um politropo com índice n = 1.5 também é um bom modelo para anãs brancas de baixa massa, de acordo com a equação de estado de matéria degenerada relativística.[5]
- Um politropo com índice n = 3 é um bom modelo para núcleos de anãs brancas de massas mais altas, de acordo com a equação de estado de matéria degenerada relativística.[5]
- Um politropo com índice n = 3 geralmente também é usado para modelar estrelas da sequência principal como é o Sol, pelo menos na zona de radiação, correspondente ao modelo padrão de Eddington de estrutura estelar.[6]
- Um politropo com índice n = 5 tem um raio infinito. Corresponde ao modelo plausível mais simples de um sistema estelar autoconsistente, estudado pela primeira vez por Arthur Schuster em 1883, e tem uma solução exata.
- Um politropo com índice n = ∞ corresponde ao que é chamado uma esfera isotérmica, que é uma esfera de gás isotérmica autogravitante, cuja estrutura é idêntica à estrutura de um sistema de estrelas sem colisões como um aglomerado globular.  Isso ocorre porque, para um gás ideal, a temperatura é proporcional a ρ1/n, então infinitos n correspondem a uma temperatura constante.

Em geral, à medida que o índice politrópico aumenta, a distribuição da densidade é mais fortemente ponderada em direção ao centro (r = 0) do corpo.